# 2011-es kazak labdarúgókupa
A 2011-es kazak labdarúgókupa vagy röviden 2011-es kazak kupa (kazak nyelven Қазақстан Кубогы) Kazahsztán második legrangosabb labdarúgótornája, melyet 20. alkalommal rendeztek meg. A trófeáért folyó küzdelem főtábláján 2011. április 13-án játszották az első mérkőzést, míg a döntőt októberben rendezik. A versenysorozat győztese a 2012–2013-as Európa-liga 2. selejtezőkörében indulhat. A címvédő a Lokomotiv Asztana volt, azonban már a második fordulóban búcsúzott.

## 1. forduló
Az első forduló sorsolását 2011. március 25-én végezte a Kazak labdarúgó-szövetség. Ebben a körben a másodosztály 18 csapata, és a 2010-es kupadöntősök (a Lokomotiv Asztana és a Sahtyor Karagandi) kivétel az élvonal 10 csapata vett részt. A mérkőzéseket 2011. április 13-án rendezték. A továbbjutásról egy mérkőzés döntött. Amennyiben a rendes játékidő döntetlennel ért véget, úgy büntetőpárbajokat rendeztek.
| 1. csapat              | Eredmény              | 2. csapat                |
| ---------------------- | --------------------- | ------------------------ |
| Akzsajik (II. o.)      | 1–1 (11-esekkel: 4–3) | Aktöbe FK                |
| Ak-Bulak (II. o.)      | 0–1                   | Taraz FK                 |
| Aktöbe-Zsasz (II. o.)  | 1–8                   | Ordabaszi Simkent        |
| Ile-Szaulet (II. o.)   | 0–2                   | Jertisz Pavlodar         |
| Okzsetpesz (II. o.)    | 1–1 (11-esekkel: 5–4) | Zsetiszu                 |
| Szunkar (II. o.)       | 2–0                   | Vosztok Öszkemen         |
| Kaszpij (II. o.)       | 0–3                   | Kajszar Kizilorda        |
| Ceszna (II. o.)        | 0–5                   | Kajrat Almati            |
| CSZKA Almati (II. o.)  | 1–1 (11-esekkel: 3–4) | Tobil Kosztanaj          |
| Asztana-64 FK (II. o.) | 0–2                   | Atirau FK                |
| Bolat-AMT (II. o.)     | 0–0 (11-esekkel: 2–4) | Gefeszt (II. o.)         |
| Kazakmisz (II. o.)     | 2–1                   | Szpartak Szemej (II. o.) |
| Kizilzsar (II. o.)     | 1–0                   | Ekibasztuz (II. o.)      |
| Tarlan (II. o.)        | 3–1                   | Lasin (II. o.)           |

## 2. forduló
Az előző forduló 14 továbbjutójához ebben a körben csatlakozott a 2010-es kupa döntőjének két résztvevője, a Lokomotiv Asztana és a Sahter Karagandi. A mérkőzéseket 2011. április 20-án rendezték. A továbbjutásról egy mérkőzés döntött. Amennyiben a rendes játékidő döntetlennel ért véget, úgy 2 x 15 perces hosszabbítást, majd büntetőpárbajokat rendeztek.
| 1. csapat          | Eredmény                     | 2. csapat         |
| ------------------ | ---------------------------- | ----------------- |
| Tarlan (II. o.)    | 0–1 (11-esekkel: 4–3)        | Szunkar (II. o.)  |
| Tobil Kosztanaj    | 3–2 (h.u.)                   | Atirau FK         |
| Taraz FK           | 4–1                          | Akzsajik (II. o.) |
| Kazakmisz (II. o.) | 0–3                          | Sahter Karagandi  |
| Gefeszt (II. o.)   | 0–1                          | Okzsetpesz        |
| Kizilzsar (II. o.) | 2–5                          | Jertisz Pavlodar  |
| Ordabaszi Simkent  | 2–1                          | Kajszar Kizilorda |
| Lokomotiv Asztana  | 1–1 (h.u.) (11-esekkel: 2–4) | Kajrat Almati     |

## Negyeddöntők
Ebben a körben a 2. forduló nyolc továbbjutója vett részt. A mérkőzéseket 2011. május 11-én rendezték. A továbbjutásról egy mérkőzés döntött. Amennyiben a rendes játékidő döntetlennel ért véget, úgy 2 x 15 perces hosszabbítást, majd büntetőpárbajokat rendeztek.
| 1. csapat         | Eredmény | 2. csapat         |
| ----------------- | -------- | ----------------- |
| Sahtyor Karagandi | 2–4      | Taraz FK          |
| Jertisz Pavlodar  | 1–0      | Okzsetpesz        |
| Szunkar           | 1–3      | Ordabaszi Simkent |
| Tobil Kosztanaj   | 1–0      | Kajrat Almati     |

## Elődöntők
Az elődöntőbe a negyeddöntők négy győztese kerül.

## Lásd még
- 2011-es kazak labdarúgó-bajnokság (első osztály)

## Külső hivatkozások
- Hivatalos oldal (kazahul)
- Eredmények a Soccerwayen (angolul)